# صالح الحريبي
صالح الحريبي (1945 - 18 مارس 2016) فنان كويتي يعتبر من الرواد وهو من حجر الأساس في تاريخ الفن الكويتي.

## نبذة مختصرة
وصف صالح جاسم محمد الحريبي بأنه واحد من أشهر الأصوات الغنائية التي برزت خلال ستينات القرن الماضي، واشتهر بأغانيه التراثية وبأغنية برق تلألأ التي كانت نقطة تحول كبيرة في تجربته. حافظ الحريبي للأعمال النادرة للتراث الكويتي، ولديه خامة صوت جميلة وقدرة على التلوين ومتمكن بسهولة ونعومة في انتقاله بين القرار والجواب مصحوبا بحس شجن واداء تعبيري عال. وقدم المقامات العربية والشرقية لكبار الفنانين العرب بينهم الموسيقار محمد عبد الوهاب وغنى الطرب العراقي واللبناني.

## مسلسلاته
ظهر الحريبي في مسلسل درب الزلق في أغنية على بلد المحبوب وديني وأغنية دقوا المزاهر.